# Электрозаводская (платформа)
Электрозаво́дская — остановочный пункт Казанского и Рязанского направлений Московской железной дороги. Первый остановочный пункт после Казанского вокзала, следующий остановочный пункт — Сортировочная. Код в «Экспресс-3» — 2001040. Распологается на границе Басманного района Центрального административного округа и района Соколиная Гора Восточного административного округа города Москвы.
Является пересадочной на станцию Арбатско-Покровской линии метрополитена «Электрозаводская». От неё и получила название, а та, в свою очередь, была названа по комплексу электрозаводов вблизи станции (собственно Электрозавод, АТЭ-1 и МЭЛЗ). Под путями расположен подземный пешеходный переход с выходом на платформу; через него с 31 декабря 2020 года осуществляется наземная пересадка между одноимёнными станциями Арбатско-Покровской и Большой кольцевой линий метро.

## Расположение
Платформа находится вблизи реки Яузы, имеет выход к Семёновской набережной, Гольяновскому проезду, Большой Семёновской улице. В месте расположения платформы по оси железной дороги проходит граница Восточного и Центрального административных округов Москвы (муниципальных округов Басманный и Соколиная Гора).
Расстояние по путям от Казанского вокзала составляет 3,5 километра, до станции Москва-Товарная-Рязанская — 1 км, от парка Перово IV станции Перово — 2 км. Относится к первой тарифной зоне. Время движения от вокзала составляет 5-6 минут.
На конце боковой платформы (в сторону Казанского вокзала) осталась часть пешеходного моста.

## История
Платформа была оборудована в декабре 1949 года, почти на шесть лет позже станции метро, главным образом для обеспечения удобной пересадки. Старое здание вокзала представляло собой образец станционной архитектуры того времени. Капитальные навесы над лестничными маршами при входе-выходе с обеих сторон платформы были объединены в едином стиле с билетными кассами в центре, верх которых в центре венчала старинная башня с часами. В здании были размещены билетные кассы пригородных направлений. Особый колорит платформе придавали ряды вековых тополей по обеим сторонам насыпи. Турникетные павильоны появились после реконструкции в 2003—2004 годах. Современный вид (навесы из поликарбоната, окраска) приобрела при реконструкции в едином стиле всей линии в 2006 году.

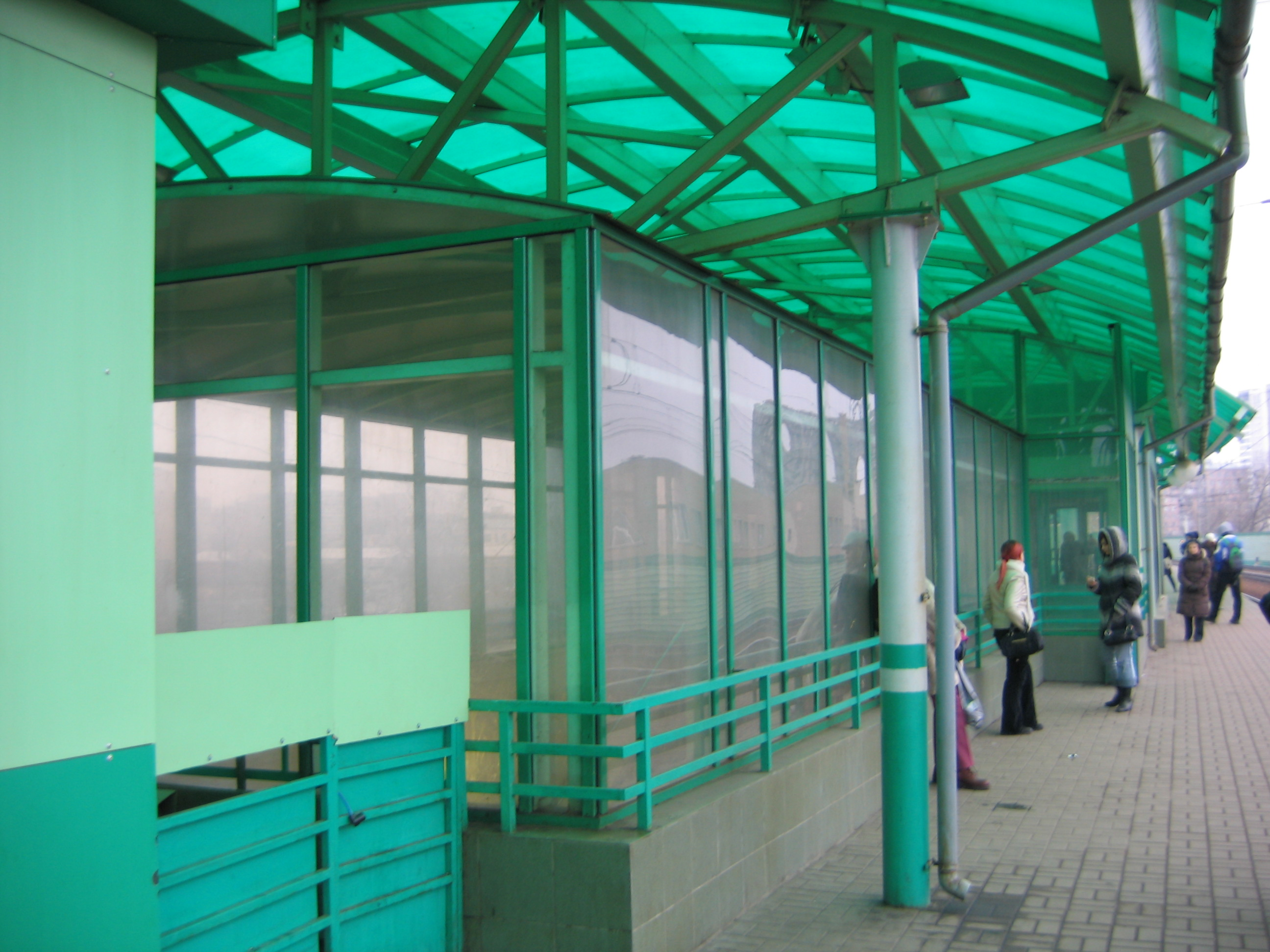
Западный турникетный павильон (2006)
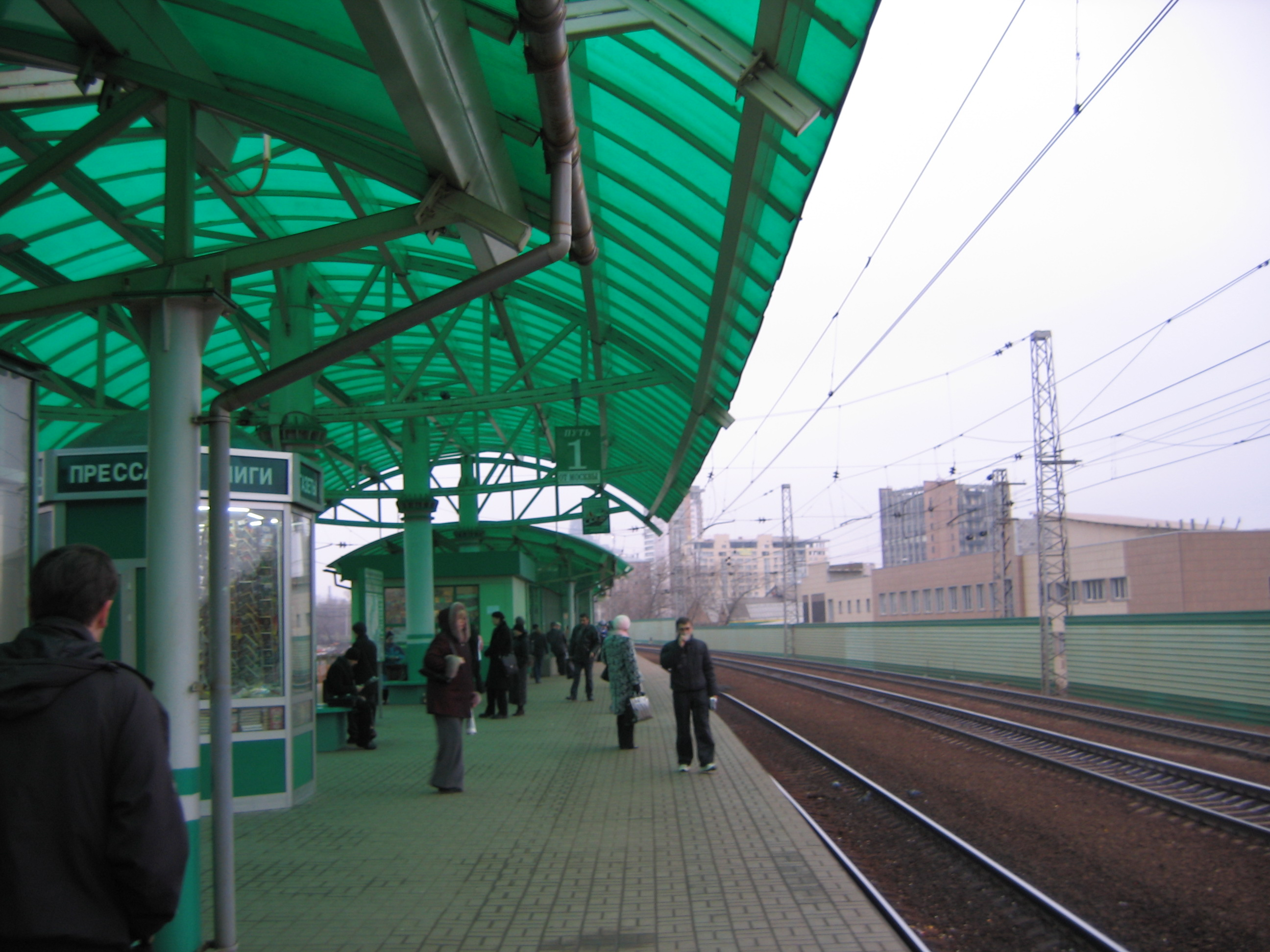
Платформа у II главного пути (2006)
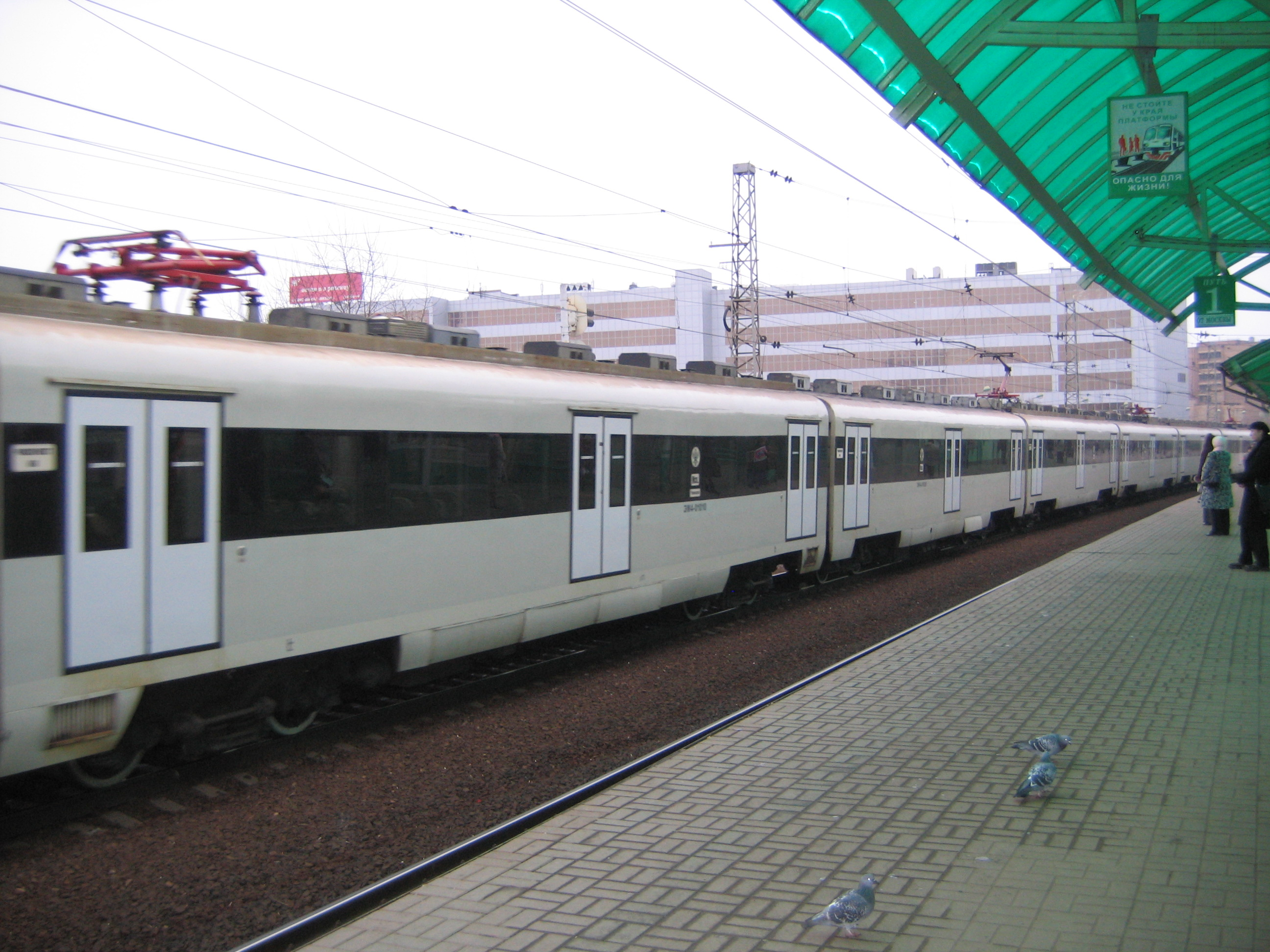
Экспресс «Спутник» проследует платформу Электрозаводская (2006)

## Пути и платформы
Платформа находится на высокой насыпи. Под ней на уровне земли расположен переход, соединяющий станцию метро и Семёновскую набережную.
В месте расположения платформы железная дорога состоит из четырёх главных путей. Основная платформа — островная № 2, обслуживает I и II пути для электропоездов, не являющихся ускоренными/экспрессами. На неё есть 2 выхода по лестницам из перехода под путями, каждый снабжён турникетным павильоном. Оба павильона используются как для входа, так и для выхода. На платформе также располагаются кассы для продажи билетов на выход и несколько торговых киосков. В западной и центральной частях платформы находятся полупрозрачные навесы, защищающие пассажиров от осадков, дизайн навесов аналогичен применяемым на других платформах Рязанского и Казанского направлений.
Существует неиспользуемая платформа № 1. Она боковая, предназначена для III пути, однако идущие по нему электропоезда в настоящее время никогда не останавливаются на Электрозаводской. Вторая платформа смещена относительно первой, она целиком расположена к востоку от перехода под путями. Она длиннее, чем первая, примерно в два раза. Никаких сооружений на платформе № 1 нет, вход на платформу демонтирован, однако реконструкция затронула и эту платформу: она была отремонтирована, заменены асфальт, ограждения, а также таблички с названием. Ранее использовалась для выпуска сдвоенных электропоездов на Черусти и Голутвин, при реконструкции останавливались все поезда. После реконструкции была демонтирована лестница от метро, сохранён лестничный спуск на Золотую улицу. Возможно, сохранена под возможное использование в качестве резервной платформы для поездов дальнего следования.
IV путь не снабжён платформой.
Обе платформы имеют изгиб из-за того что находятся в кривой: линия поворачивает примерно на 60 градусов.

Путь I находится в границах станции Москва-Пасс.-Казанская (входной светофор восточнее платформы № 2). Пути II, III являются путями перегона между станциями Москва-Пасс.-Казанская и Перово.

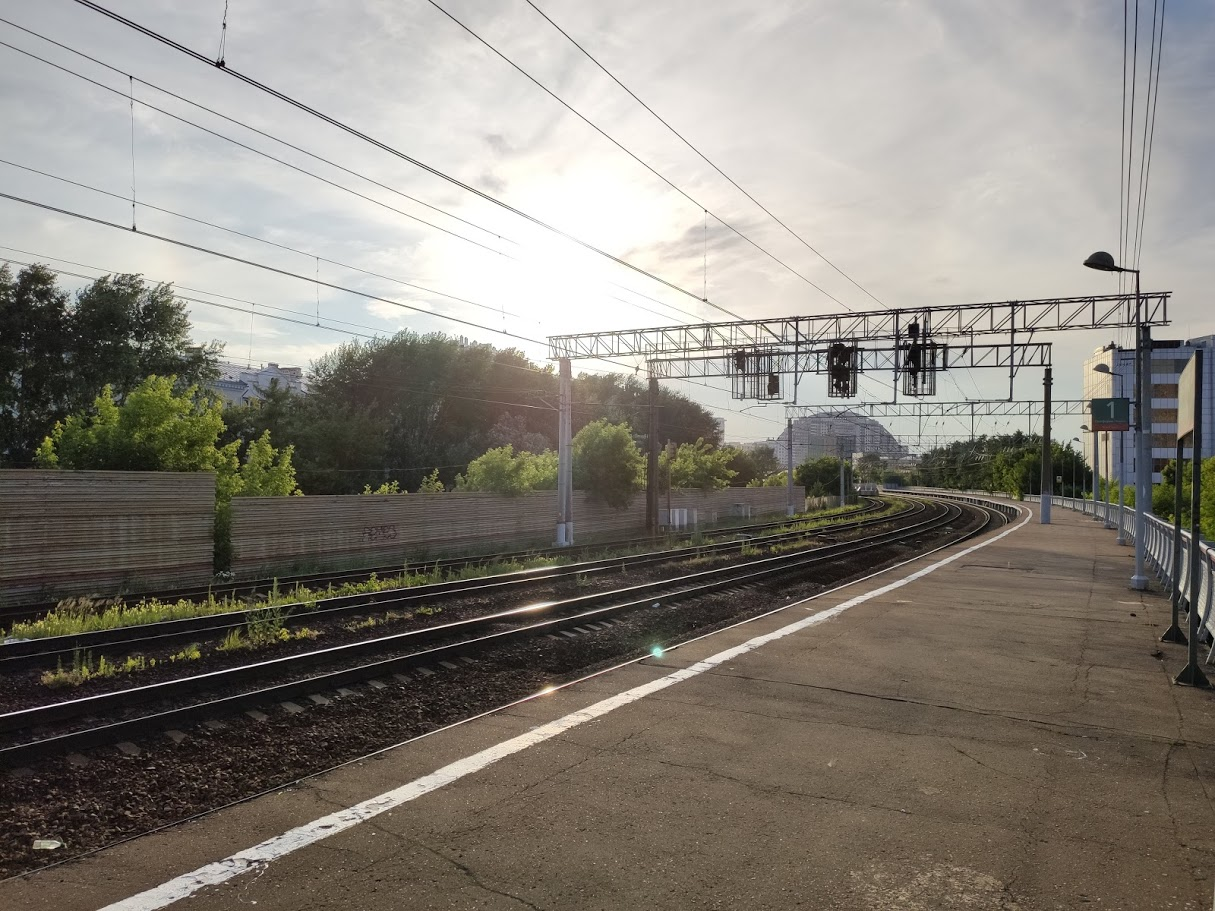
Вид с неиспользуемой платформы в сторону Казанского вокзала
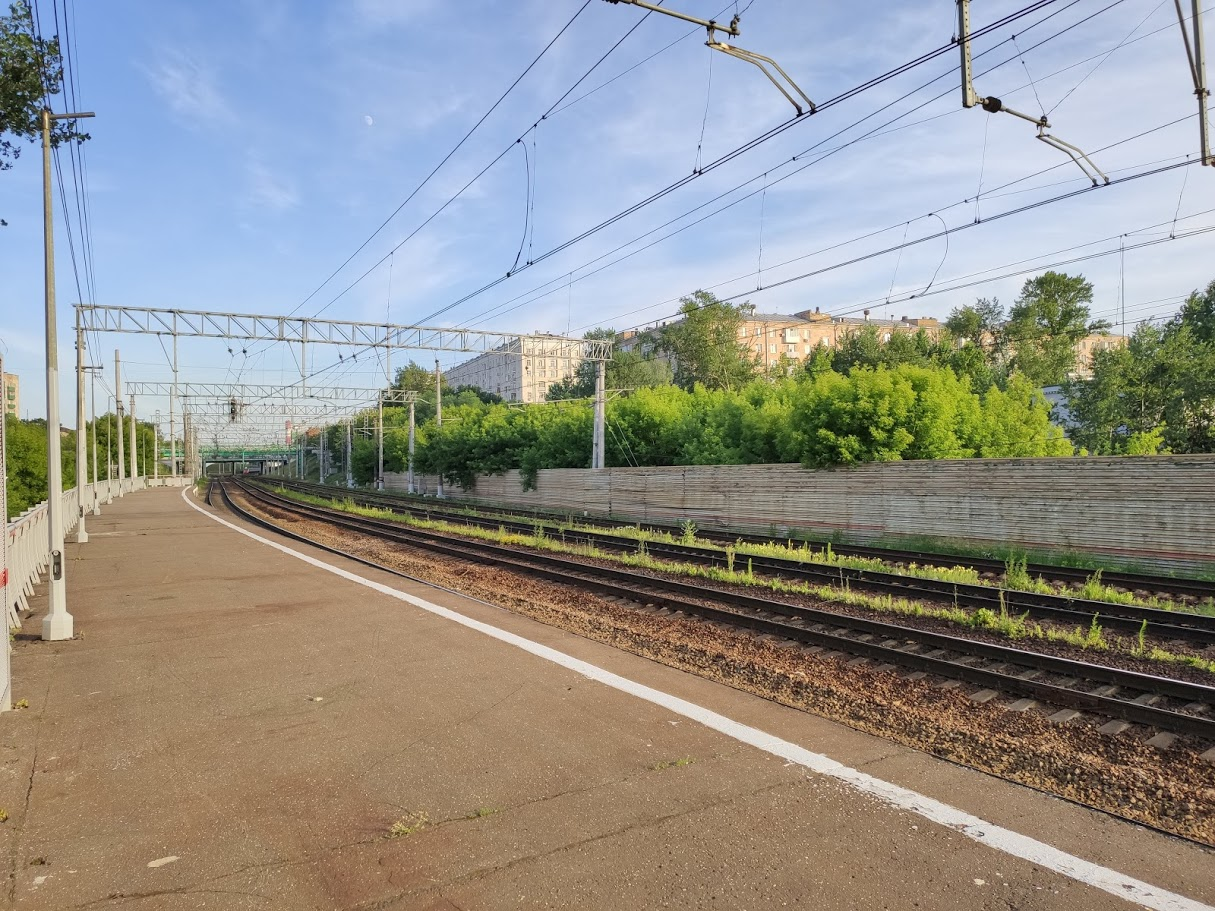
Вид с неиспользуемой платформы в сторону станции Перово

## Движение поездов
По летнему графику 2015 года, через платформу проходит более 300 поездов в сутки в пригородном, местном и дальнем следовании.

### Пассажирское сообщение
Поезда дальнего следования на платформе не останавливаются. В сутки через платформу проходит до 56 пар поездов в дальнем следовании на Москву и до 7 пар транзитом на Санкт-Петербург, а также 6 пар в Ярославском направлении.

#### Пригородное сообщение
Останавливаются все пригородные поезда, кроме экспрессов Москва — Рязань I и экспрессов «Спутник» Москва — Раменское, Москва — Голутвин. По состоянию на 2015 год, останавливаются 265 пригородных поездов в сутки, из них 132 — на Москву, 20 — на Голутвин, 1 — на Рязань I, 90 — на 47 километр, 133 — на Люберцы I, 92 — на Панки, 95 — на Быково, 34 — на Фаустово, 25 — на Шиферную и 33 — на Виноградово, а также 34 — на Гжель, 33 — на Куровскую, 3 — на Егорьевск II, 22 — на Шатуру, 14 — на Черусти.

### Грузовое движение
По III и IV главным путям осуществляется грузовое вывозное движение со станций Москва-Товарная-Рязанская и Москва II-Митьково.

### Маневровая работа
III и IV главный пути используют как вытяжные и пути надвига для маневровых операций по подаче вагонов на сортировочную горку парка Перово IV станции Перово (находится юго-восточнее).

## Наземный общественный транспорт
На этой станции можно пересесть на следующие маршруты городского пассажирского транспорта:
- Автобусы: м3, м3к, 552, 604, 680, 695, т22, т32, т88, н3